# 尼姆机场
尼姆机场，商业名称为尼姆大普罗旺斯地中海机场（法語：Aéroport de Nîmes-Grande Provence Méditerranée），是法国南部城市尼姆的城市客运机场，位于圣吉勒市镇范围内，距离尼姆市中心大约12公里。

## 历史
根据法国空军网站的论述，尼姆机场始建于1914年，其建设工程因一战爆发而中止。二战期间，纳粹德军将此地开辟为军事停机坪。二战后，尼姆机场开启民用航线。机场附近则新建了
加龙空海基地，后者于2011年关闭。

## 航空公司与目的地
截至2024年12月，卡尔卡松机场开行4条固定航线及2条季节性航线。
| 航空公司 | 目的地                                                            |
| -------- | ----------------------------------------------------------------- |
| 瑞安航空 | 布鲁塞尔南部、馬拉喀什、非斯、波尔图 季节性：倫敦史坦斯特、都柏林 |

## 接驳交通
尼姆机场前方建有停车场，另有机场巴士可直通尼姆市区。